# Colombianätverket
Colombianätverket är en politiskt och religiöst obunden organisation vars syfte är att arbeta för fred och social rättvisa i Colombia. Organisationen grundades 2003 och har sitt säte i Stockholm. Colombianätverket är även medlemsorganisation hos Latinamerikagrupperna.